# Robert Seguso
Robert Arthur Seguso (Mineápolis, Estados Unidos, 1 de mayo de 1963) es un exjugador profesional de tenis de Estados Unidos.

## Trayectoria
Fue un especialista en dobles, ganó cuatro títulos de Grand Slam de dobles de los hombres (dos de Wimbledon, uno de Roland Garros y uno del Abierto de Estados Unidos). También ganó el dobles masculino la medalla de oro en los Juegos Olímpicos de Seúl 1988, con Ken Flach. Llegó a ser número del mundo en el ranking de dobles en 1985. Ganó un total de 29 títulos de dobles en su carrera entre 1984 y 1991. Jugó los dobles con Flach en el equipo de Copa Davis de Estados Unidos desde 1985 hasta 1991, consiguiendo un récord de 10-2. También fue miembro del equipo de Estados Unidos que ganó la Copa del Mundo por equipos en 1985.
Antes de convertirse en profesional jugaba al tenis en la Southern Illinois University-Edwardsville, donde fue finalista de individuales NCAA División II en 1982 y finalista de la División I en 1983. Se casó con la tenista canadiense Carling Bassett en 1987. La pareja tiene cinco hijos: John Holden, Ridley Jack, Carling, Lennon y Teodora.
- Datos: Q1743002